# Naujaat
Naujaat (do 2015 Repulse Bay) – miejscowość w Kanadzie, w Nunavut. Według spisu powszechnego z 2021 roku zamieszkana przez 1225 osób, o 13,2% więcej niż według spisu z 2016 roku (1082 osoby). Powierzchnia wynosi 406,19 km² (gęstość zaludnienia: 3 os/km²).